# Rupert Rozmarić

Rupert Rozmarić (Štrigova, 2. travnja 1921. - Zagreb, 5. prosinca 1991.) - hrvatski katolički svećenik, franjevac. Istaknuo se u dušobrižništvu za bolesnike.
Rodio se u Štrigovi u Međimurju 2. travnja 1921. godine, kao najstariji od dvanaestero braće i sestara. Krsno ime bilo mu je Herman, a Rupert je redovničko ime. Bio je u franjevačkom sjemeništu u Varaždinu. U franjevački red ušao je na Trsatu, 14. kolovoza 1938. godine. Prve zavjete dao je na Trsatu, 15. kolovoza 1939., a svečane redovničke zavjete u Zagrebu, 6. siječnja 1945. godine. Za svećenika je zaređen u Zagrebu, 29. lipnja 1947. godine.
Svoju je svećeničku službu vršio po raznim mjestima u sjevernoj Hrvatskoj i Slavoniji: Čakovec, Klanjec, Krapina, Cernik, Vukovar, Kloštar Ivanić, Koprivnica, no najduže je službovao u Slavonskom  Brodu, gdje je u prvom mandatu svoje službe (1955.-1958.) bio revni vjeroučitelj djece i mladeži i veliki širitelj pobožnosti Presvetom Srcu Isusovu. 
U svome drugom mandatu od 1975. do 1984. u Slavonskom Brodu istaknuo se upravo do heroizma u dušobrižništvu za bolesnike. Znao je godišnje ostvariti i preko deset tisuća posjeta bolesnicima; ovakva revna skrb za bolesnike jednog svećenika u Crkvi u Hrvata do sada još nije zabilježena. Ujutro bi uzeo svoj bicikl, na leđa ruksak u koji je stavio litru vode i kilogram kruha što mu je bila hrana za cijeli dan i onda je išao u obilazak bolesnika pa čak i onih koji su i po 15 km bili daleko od Slavonskoga Broda. Pohodio je ukupno 63.570 bolesnika po kućama i bolnicama.
Preminuo je u Zagrebu 5. prosinca 1991. godine. Fra Zvjezdan Linić na njegovom pokopu na zagrebačkom Mirogoju rekao je o njemu: „U životu o. Ruperta otkrivamo skromnog fratra, uslužnog brata, revnog ispovjednika, žarkog misionara, čovjeka duboke pobožnosti, apostola bolesnika, štovatelja Srca Isusova i pobožnika Marijina. Poznat je bio u provinciji kao vrsni poznavalac mističnih djela i svetaca koji su pozivali na svetost. Iz takvog duhovnog profila izrastao je čovjek i redovnik koji prihvaća život pokore i odricanja. Koliko god je to skrivao, o. Rupert je bio čovjek strogih postova, i drugih odricanja od svega što bi ga moglo smetati u njegovu životu sabranosti i molitve“.
Prof. Josip Prudeus, nekadašnji vjeroučenik p. Ruperta iz Slavonskog Broda, napisao mu je pjesmu „Sjećanje na patera Ruperta“. Akademski slikar Anto Mamuša iz Novoga Travnika naslikao je prvu umjetničku sliku p. Ruperta (ulje na platnu), za 25. obljetnicu njegove smrti.

## Vanjske poveznice
- Online inačica knjige Božidara Nagyja: Pater Rupert, život za Boga i duše, 2009.